# Архиепархия Вильнюса
Архиепа́рхия Ви́льнюса (лат. Archidioecesis Vilniensis, лит. Vilniaus arkivyskupija) — одна из двух католических архиепархий-митрополий латинского обряда в Литве с кафедрой в городе Вильнюс (Вильнюсский уезд). Входит в состав церковной провинции Вильнюса. Суффраганными епархиями для неё являются: епархия Паневежиса и епархия Кайшядориса. Латинское название архиепархии — «Archidioecesis Vilnensis». Кафедральным собором архиепархии Вильнюса является собор Святого Станислава.
Епархия Вильно основана в 1388 году (далее об этом: Епископы вильнюсские), в 1925 году получила статус архиепархии-митрополии. Архиепархия обязана своим основанием Ягайле, который окрестил Литву в 1387 году и отправил Доброгоста, епископа Познани, послом к Папе римскому Урбану VI с петицией об учреждении епископской кафедры в Вильнюсе и назначении на ее место Анджея Василко (бывшего епископа Сирета и исповедника Елизаветы Польской). Это было предоставлено и санкционировано основание коллегиальной церкви десяти канонов. При правлении Василько в Вильнюсе были возведены костёлы: Святых Иоаннов — который стал приходской церковью города, — а также Святого Мартина и Святой Анны (в Верхнем и Нижнем замках соответственно). После смерти Василько в 1398 году ему наследовал францисканец Якуб Плихта (1398-1407), при котором погиб в огне виленский Собор Святого Станислава, сгоревший во время сильного городского пожара в 1399 году.
В XVII-XVIII вв. резиденцией виленских епископов служил роскошный дворцово-парковый ансамбль в Верках.
В настоящее время архиепископскую кафедру Вильнюса занимает (с 5 апреля 2013 года) архиепископ Гинтарас Грушас. Викарный епископ — Арунас Понишкайтис.

## Деканаты
Архиепархия Вильнюса подразделяется на 9 деканатов:
- Варенский деканат[лит.];
- Вильнюсский I деканат[лит.];
- Вильнюсский II деканат[лит.];
- Игналинский деканат[лит.];
- Кальварийский деканат[лит.];
- Нововиленский деканат[лит.];
- Тракайский деканат[лит.];
- Шальчиникайский деканат[лит.];
- Швенчёнский деканат[лит.].

## Ординарии архиепархии
- архиепископ Ян Цепляк (14.12.1925 — 17.02.1926) — назначен первым архиепископом-митрополитом Вильнюса, но умер прежде чем приступил к исполнению обязанностей.
- архиепископ Ромуальд Ялбжиковский (24.06.1926 — 19.06.1955)
- архиепископ Юлийонас Степонавичюс (10.03.1989 — 18.06.1991), в 1958—1989 — апостольский администратор
- кардинал Аудрис Юозас Бачкис (24.12.1991 — 5.04.2013)
- архиепископ Гинтарас Грушас (5.04.2013 — по настоящее время)